# Glochidion daltonii
Glochidion daltonii är en emblikaväxtart som först beskrevs av Johannes Müller Argoviensis, och fick sitt nu gällande namn av Wilhelm Sulpiz Kurz. Glochidion daltonii ingår i släktet Glochidion och familjen emblikaväxter. Inga underarter finns listade i Catalogue of Life.